# Предаццо
Предаццо (італ. Predazzo) — муніципалітет в Італії, у регіоні Трентіно-Альто-Адідже,  провінція Тренто.
Предаццо розташоване на відстані близько 500 км на північ від Рима, 50 км на північний схід від Тренто.
Населення — 4539 осіб (2014).
Щорічний фестиваль відбувається 25 липня. Покровитель — San Filippo.

## Демографія
Населення за роками:

Станом на 1 січня 2023 року в муніципалітеті офіційно проживали 243 іноземці з 34 країн, серед них 134 громадяни країн Євросоюзу та 11 громадян України.

## Сусідні муніципалітети
- Каналь-Сан-Бово
- Моена
- Нова-Леванте
- Нова-Поненте
- Панкія
- Примієро-Сан-Мартіно-ді-Кастроцца
- Тезеро
- Ціано-ді-Фіємме